# Saint-Genès-Champespe
Saint-Genès-Champespe è un comune francese di 244 abitanti situato nel dipartimento del Puy-de-Dôme nella regione dell'Alvernia-Rodano-Alpi.

## Società

### Evoluzione demografica
Abitanti censiti